# آبي ماساهيرو
آبي ماساهيرو (بالكانا:あべ まさひろ) هو سياسي ياباني، ولد في 3 ديسمبر 1819 في اليابان، وتوفي بنفس المكان في 6 أغسطس 1857. انتخب داي-ميو.